# 多吉泽仁
多吉泽仁（1954年2月—2016年3月4日），西藏察雅县人，中华人民共和国政治人物。

## 生平
1974年3月加入中国共产党。1997年11月，任西藏自治区阿里地委副书记、行署专员，2001年8月，任西藏自治区阿里地委书记。2001年10月，任西藏自治区阿里地委书记、地区人大工委主任。2005年7月，任西藏自治区副主席，2013年1月，任西藏自治区政府党组副书记。2016年3月4日，因病在北京逝世，享年63岁。